# Erba
För andra betydelser, se Erba (olika betydelser).
Erba är en ort och kommun i provinsen Como i regionen Lombardiet i Italien. Kommunen hade 16 323 invånare (2018).